# Tmetopteryx bisecta
Tmetopteryx bisecta är en fjärilsart som beskrevs av Rothschild 1917. Tmetopteryx bisecta ingår i släktet Tmetopteryx och familjen tandspinnare. Inga underarter finns listade i Catalogue of Life.